# Choguita
Choguita är en ort i Mexiko.   Den ligger i kommunen Bocoyna och delstaten Chihuahua, i den nordvästra delen av landet, 1 300 km nordväst om huvudstaden Mexico City. Choguita ligger 2 293 meter över havet och antalet invånare är 256.
Terrängen runt Choguita är varierad. Choguita ligger nere i en dal. Runt Choguita är det glesbefolkat, med 12 invånare per kvadratkilometer. Närmaste större samhälle är Creel, 7,9 km söder om Choguita. Omgivningarna runt Choguita är i huvudsak ett öppet busklandskap.